# 1863

## Esdeveniments
Països Catalans
- 18 de novembre, Barcelona: Inauguració del Teatre Romea, que rebé aquest nom en homenatge al popular actor Julián Romea.[1]
- Barcelona: s'inaugura el Ferrocarril de Sarrià a Barcelona.

Resta del món
- 10 de gener, Londres, Imperi Britànic: s'inaugura Metro de Londres essent el primer del món.
- 1 de juliol, La batalla de Gettysburg (1-3 de juliol de 1863) va ser la batalla que va causar més baixes de tota la Guerra Civil americana i sovint s'ha descrit com el punt d'inflexió de la guerra.[2]
- 17 - 23 d'agost Charleston (Carolina del Sud): Segona batalla de Fort Sumter entre les tropes dels Estats Units d'Amèrica i les dels Estats Confederats d'Amèrica.
- 25 d'octubre, San Salvador, El Salvador: l'exèrcit guatemalenc, després d'un setge de 25 dies, conquereix i saqueja la ciutat.
- Es funda el Royal Engineers Association Football Club, club de futbol del cos d'enginyers de l'exèrcit britànic.
- 30 d'abril, Comtat de Cullman, Alabama: Batalla de Day's Gap, primera de les escaramusses de la Guerra Civil dels Estats Units.

## Naixements
Països Catalans
- 27 de febrer, València: Joaquim Sorolla i Bastida, pintor valencià (m. 1923).[3]
- 8 d'abril, Barcelona: Josep Llimona i Bruguera, escultor, un dels millors representants de l'escultura modernista catalana.[4]
- 16 de juliol, Terrassa: Alfons Sala i Argemí, industrial, advocat i polític català.
- 18 de setembre, Godella, Horta Nord: Lambert Alonso i Torres, tenor i pintor valencià (m. 1929).
- 26 de setembre, València: Agustín Trigo Mezquita, farmacèutic, industrial i polític valencià, alcalde de València el 1931 (m. 1952).
- 4 de novembre, Vulpellac: Trinitat Aldrich i de Pagès, poeta catalana (m. 1939).[5]
- 23 de novembre, Banyuls de la Marenda: François Bassères, metge militar rossellonès.

Resta del món
- 1 de gener: Pierre de Coubertin, pedagog francès i historiador, fundador dels Jocs Olímpics moderns (m. 1937).
- 17 de gener, Manchester (Anglaterra): David Lloyd George, polític britànic, Primer Ministre del Regne Unit (m. 1945).
- 12 de març: Gabriele d'Annunzio, escriptor i polític italià (m. 1938).[6]
- 5 d'abril, Parma: Leonilda Gabbi, soprano italiana (m. 1919).[7]
- 8 d'abril, Groningen: Barbara Elisabeth van Houten, pintora neerlandesa (m. 1950).[8]
- 29 d'abril:
  - Alexandria, Egipte: Konstandinos Kavafis, poeta grec (m. 1933).[9]
  - San Francisco, Califòrnia, EUA: William Randolph Hearst, editor nord-americà (m. 1951)[2]
- 17 de maig, Stuttgart: Elisabeth Leisinger, cantant d'òpera alemanya.[10]
- 22 de maig, Maryland: Josephine Diebitsch Peary, exploradora àrtica i escriptora nord-americana (m. 1955).[11]
- 2 de juny - Zadar, Dalmàcia, Croàcia: Felix Weingartner, Edler von Münzberg, director d'orquestra austríac i també un compositor neoromàntic, pianista i escriptor (m. 1942).[12]
- 10 de juny - Saint-Quentin, França: Madeleine Zillhardt, pintora, escriptora i decoradora francesa (m. 1950).[13]
- 21 de juny, Heidelberg, Alemanya: Max Wolf, astrònom alemany (m. 1932).[14]
- 13 de juliol, Calcuta: Margaret Murray, antropòloga britànica i egiptòloga; investigà a Menorca les restes megalítiques de l'illa (m. 1963).[15]
- 8 d'agost, Locust Grove, Oklahoma: Florence Merriam Bailey, ornitòloga nord-americana i escriptora, autora de la primera guia d'ocells moderna il·lustrada (m.1948).[16]
- 11 d'agost: Gaston Doumergue, president de la República Francesa (m. 1937).[17]
- 16 d'agost, Sheffield: Dora Bright, compositora i pianista anglesa (m. 1951).[18]
- 21 d'agost, París: Hélène van Zuylen, escriptora francesa i pionera en la pràctica de l'automobilisme (m. 1947).[19]
- 13 de setembre: Arthur Henderson, polític escocès, Premi Nobel de la Pau (m. 1935).
- 16 d'octubre: Austen Chamberlain, polític britànic, Premi Nobel de la Pau (m. 1937).
- 5 de desembre, Londres, Anglaterra: Arthur Edward Stahlschmidt, escriptor i compositor.
- 11 de desembre, Dover, Delaware (EUA): Annie Jump Cannon, astrònoma estatunidenca (m. 1941).[20]
- 12 de desembre, Løten, Noruega: Edvard Munch, pintor i gravador noruec (m. 1944).
- París: Charles-Olivier-René Bibard, pianista

## Necrològiques
Països Catalans
- 22 de març, Madrid: Josep Manso i Solà, capità general de l'exèrcit reial en els regnats de Ferran VII i Isabel II (n. 1785).
- Madrid: Benet de Llança i d'Esquivel, escriptor i aristòcrata català (n. 1822).

Resta del món
- 10 de maig, Chancelorsville, Virgínia (EUA):Thomas Jonathan Jackson, conegut com a "Stonewall" Jacksonmilitar sudista.[2]
- 24 de maig, París: Elisa de Lamartine, pintora, escultora, il·lustradora francesa (n. 1790).[21]
- 9 de juny, Herat (Afganistan): Dost Mohammad Khan, sobirà afganès, que va governar Afganistan del 1826 al 1863 i va fundar la dinastia Barakzay (n. 1793).[2]
- 10 de juliol, Nova York (EUA): Clement Clarke Moore, professor estatunidenc de literatura oriental i grega (n. 1779).[22]
- 21 de juliol, Vrchlabí, Bohèmia: Josephine Kablick, pionera en botànica i paleontologia d'origen txec (n. 1787).[23]
- 13 d'agost, Charenton (Saint-Maurice, Val-de-Marne), França: Eugène Delacroix, pintor francès del moviment romàntic.[24]
- 18 de setembre, Madrid: Pedro Calvo Asensio, polític, farmacèutic, periodista i dramaturg (n. 1821).
- 20 de setembre - Berlín: Jacob Grimm, lingüista, lexicògraf i historiador de la mitologia germànica, un dels Germans Grimm (n. 1785).[25]